# Reith (Dietramszell)

Einfirsthof Reith

Reith ist ein Ortsteil der Gemeinde Dietramszell im oberbayerischen Landkreis Bad Tölz-Wolfratshausen.

## Geografie
Die Einöde liegt zwei Kilometer ostnordöstlich des Hauptortes und ist mit diesem über die Staatsstraße 2073 sowie eine Gemeindestraße verbunden. Reith gehörte bereits vor der Gebietsreform in Bayern zu Dietramszell.  

## Einwohner
1871 wohnten im Ort 16 Personen, bei der Volkszählung 1987 wurden 13 Einwohner registriert.

## Baudenkmäler
In Reith gibt es drei eingetragene Baudenkmäler:
- Einfirsthof, Klosterhof 1, um 1900
- Bauernhaus, Klosterhof 2, wohl Mitte 18. Jahrhundert
- Hofkapelle, Mitte 18. Jahrhundert

Siehe auch: Liste der Baudenkmäler in Reith